# Ввізне мито
Ввізне́ ми́то — мито, що нараховується на товари та інші предмети при їх ввезенні на митну територію України.
Ввізне мито є диференційованим:
- до товарів та інших предметів, що походять з держав, які входять разом з Україною до митних союзів або утворюють з нею спеціальні митні зони, і в разі встановлення будь-якого спеціального преференційного митного режиму згідно з міжнародними договорами за участю України, застосовуються преференційні ставки ввізного мита, передбачені Єдиним митним тарифом України;
- до товарів та інших предметів, що походять з країн або економічних союзів, які користуються в Україні режимом найбільшого сприяння, котрий означає, що іноземні суб'єкти господарської діяльності цих країн або союзів мають пільги щодо мит, за винятком випадків, коли зазначені мита та пільги щодо них встановлюються в рамках спеціального преференційного митного режиму, застосовуються пільгові ставки ввізного мита, передбачені Єдиним митним тарифом України;
- до товарів, що походять з України, застосовуються пільгові ставки ввізного мита, визначені Митним тарифом України;
- до решти товарів та інших предметів застосовуються повні (загальні) ставки ввізного мита, передбачені Єдиним митним тарифом України.[1]

В 2001 був прийнятий Закон України «Про Митний тариф України». Із набуттям чинності цим законом, Єдиний митний тариф України, як звід ставок, втратив чинність. Ставки ввізного (імпортного) мита з 2001 визначаються Митним тарифом України.